# Gilmoreosaurus
Gilmoreosaurus („ještěr Charlese W. Gilmorea“) je rod ptakopánvého ornitopodního dinosaura z kladu Hadrosauromorpha. Žil v období pozdní křídy (asi před 70 miliony let) na území střední a východní Asie (souvrství Iren Dabasu). Fosilie tohoto rodu byly pravděpodobně objeveny i v sedimentech geologicky staršího souvrství Bissekty.

## Historie
První fosilie tohotro rodu byly objeveny v mongolské poušti Gobi v roce 1923 americkým badatelem Georgem Olsenem. Dnes je tento rod známý podle objevů fragmentárních fosilií ze starších geologických období také z území Kazachstánu a Uzbekistánu. Rod Gilmoreosaurus byl formálně stanoven paleontologem Michaelem Brett-Surmanem v roce 1979 při celkové revizi hadrosauroidních ornitopodů, známých v té době.

## Popis
Gilmoreosaurus byl poměrně velký, ale relativně štíhle stavěný ornitopodní dinosaurus, který byl dlouhý až kolem 8 metrů a vážil asi 1,2 tuny, takže patřil spíše ke středně velkým hadrosauromorfům. Jednalo se pravděpodobně o stádního býložravce, spásajícího nízko rostoucí vegetaci. Profil jeho lebky byl nízký a protáhlý, čímž se podobal některým vyspělejším ornitopodům ze skupiny kachnozobých dinosaurů.

## Druhy
- Gilmoreosaurus mongoliensis Gilmore, 1933
- Gilmoreosaurus atavus? Nesov, 1995
- Gilmoreosaurus arkhangelskyi? Nesov & Kaznyshkina, 1995

## Kostní tumory
Stejně jako u příbuzného rodu Bactrosaurus, také u gilmoreosaura byly paleontologickým výzkumem identifikovány kostní tumory. Tito ornitopodní dinosauři tedy trpěli rakovinotvornými onemocněními, způsobenými snad přirozeným znečištěním prostředí, toxickou potravou nebo genetickými dispozicemi. Podobné nálezy jsou časté také u jiných vývojově pokročilejších ornitopodů, zejména pak u některých kachnozobých dinosaurů.